# Санкт-Петербурзький монетний двір
Санкт-Петербу́рзький моне́тний двір (рос. Санкт-Петербу́ргский моне́тный двор) — російський монетний двір, один з найбільших в Європі.

## Заснування

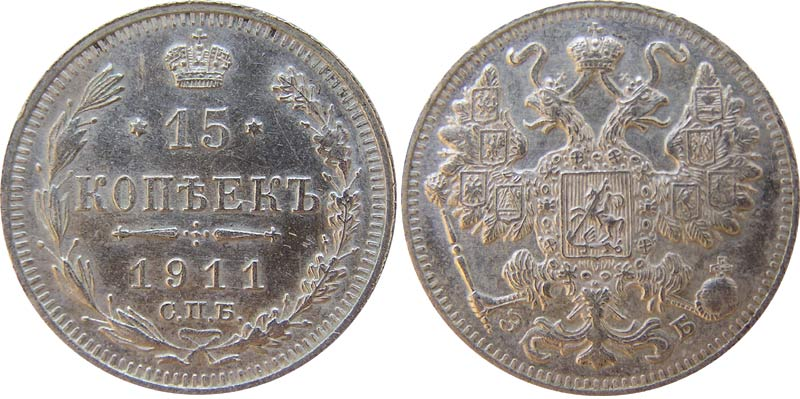
15 копійок 1911 року, викарбувані на Санкт-Петербурзькому монетному дворі (СПБ)

Створенню монетного двору в Петербурзі передували подорож царя Петра І до Голландії та Британії під час Великого посольства (березень 1697 р. — серпень 1698 р). В дні перебування в Лондоні цар цікавився кресленнями вітрильників, до яких мав велику прихильність, ладом англіканської церкви, що давно була підкорена світській владі короля і не мала земельних володінь, на відміну від Московії, а також монетною справою. В Лондонському монетному дворі його привабив пристрій для карбування монет, який він бажав використати і в власній державі. Джерел про зустріч Петра І та Ісаака Ньютона не збережено, але дослідники не піддають сумніву факту їх зустрічі та спілкування, бо Монетним двором в часи перебування царя в Лондоні керував саме Ісаак Ньютон.(Декотрий час із Ньютоном спілкувався навіть Олександр Меншиков, що виборов собі місце в найближчому оточенні царя і теж був в штаті Великого посольства). Наслідки запозичень мали місце дещо пізніше —
- 16 листопада 1704 р. — заснування верфі в Петербурзі(військове човнобудування)
- 1715 р. — заснована Морська академія
- 25 січня 1721 р. — Скасування патріаршества, підпорядкування православної церкви царю і створення Сінода, оприлюднення регламенту Духовної колегії[4]
- 12 грудня 1724 р. — заснування Санкт-Петербурзького монетного двора.

## Заснування двора у XVIII столітті

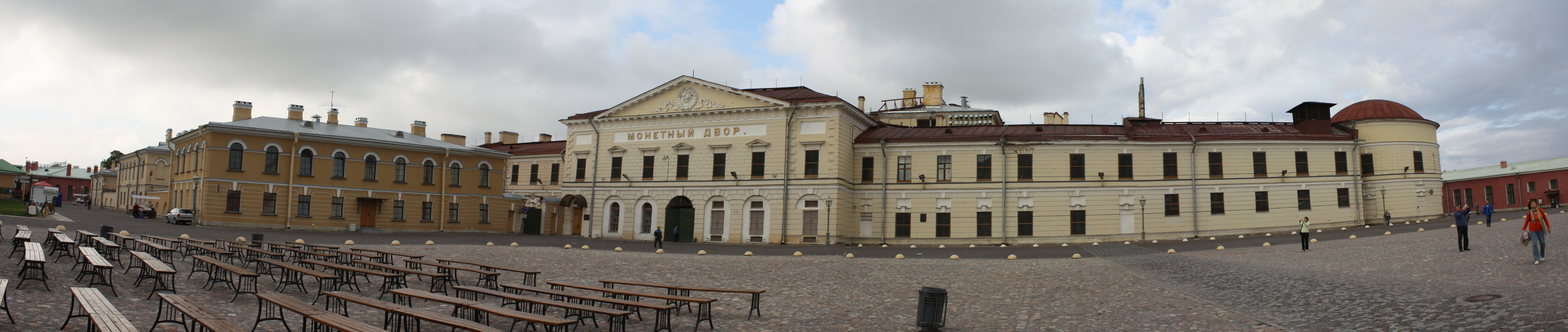
Майдан перед Монетним двором

Рубель з портретом царя Петра І, 1724 р. продукція монетного двору

У 1724 році цар надав наказ «золоту монету в Санкт-Петербурзі робити у фортеці». Того ж року на монетах в один рубль вперше викарбували абревіатуру «с.п.б.», що стала ознакою нового монетного двору на століття. Першим приміщенням для двору стали фортечні казарми між Наришкінським та Трубуцьким бастіонами. В архівах знайдені проєктні креслення для нового монетного двору, створені наприкінці XVIII століття архітектором Антоніо Порто. Нова споруда монетного двору була вибудувана в 1798–1806 роках навпроти входу в Петропавлівський собор на другому боці фортечного майдану. Антоніо Порто використав для проєкту розповсюджену тричастинну схему — підвищений центр, два бічні павільйони з куполами, дві галереї, що пов'язували всі частини. Це розповсюджена європейська схема, котру використовували з часів пізнього бароко і яку наслідував класицизм. Цей тип композиції використовували як при створенні палаців в містах і садибах, так і для промислових споруд архітектори Ніколо Мікетті (Італійський палац, знищений), Вартоломей Растреллі(проєкт перебудови палацув Петергофі, виконаний частково), Тома де Томон (перший проєкт Шпиталю для Одеси, не здійснено), місцеві архітектори в провінціях.

## Досягнення і вироби
Санкт-Петербурзький монетний двір мав велике значення для розвитку російської промисловості і техніки, а відтак сприяв могутності Російської імперії. Зі столичним монетним двором була тісно пов'язана діяльність російських і іноземних науковців і винахідників, серед яких
- А. К. Нартов (1693—1756)
- Й. В. Шлаттер (1708—1768)
- І. А. Неведомський (1785—1814)
- П. Г. Соболевський,
- Б. С. Якобі(1801—1874) та інших.

У середині XVIII століття в монетному дворі створили Лабораторію з виокремлення коштовних металів — срібла, золота, платини тощо.
Підприємство виконувало не тільки промислові завдання, а і брало участь в уславленні держави, тут було налагоджене виробництво пам'ятних медалей. На Санкт-Петербурзькому монетному дворі працювала або були пов'язана з ним ціла низка іноземних і національних медальєрів. Ще на початку XVIII століття на російську службу запросили іноземних медальєрів з країн, де ця справа вже мала традицію. Серед запрошених були И. Купій (Голландія), Г. Рейбиш (Чехія в складі Австро-Угорщини), А. Шульц (Данія), И. Гедлингер (Швеція). Першою пам'ятною медаллю, яку створили на Санкт-Петербурзькому монетному дворі, була медаль з приводу смерті в січні 1725 р. першого російського імператора Петра I.
У XVIII столітті з двором також пов'язані Якоб Штелін, С. Юдін, В. Краюхін, Т. Іванов, декілька іноземців — брати Вегтер, Ж. А. Дасьє, К. Леберехт та ін.
К. Леберехт, представник стилю класицизм в медальєрному мистецтві, був також засновником медальєрного класу в Петербурзькій Академії мистецтв. Клас почав працювати з 1801 року. Саме в цьому класі опанували малюнок і медальєрне мистецтво низка російських митців, що працювала вже в першій половині XIX століття. Серед них —
- А. Клепіков
- П. Уткін
- А. Лялін
- Федір Толстой (1783—1873).

## Твори роботи Федора Толстого

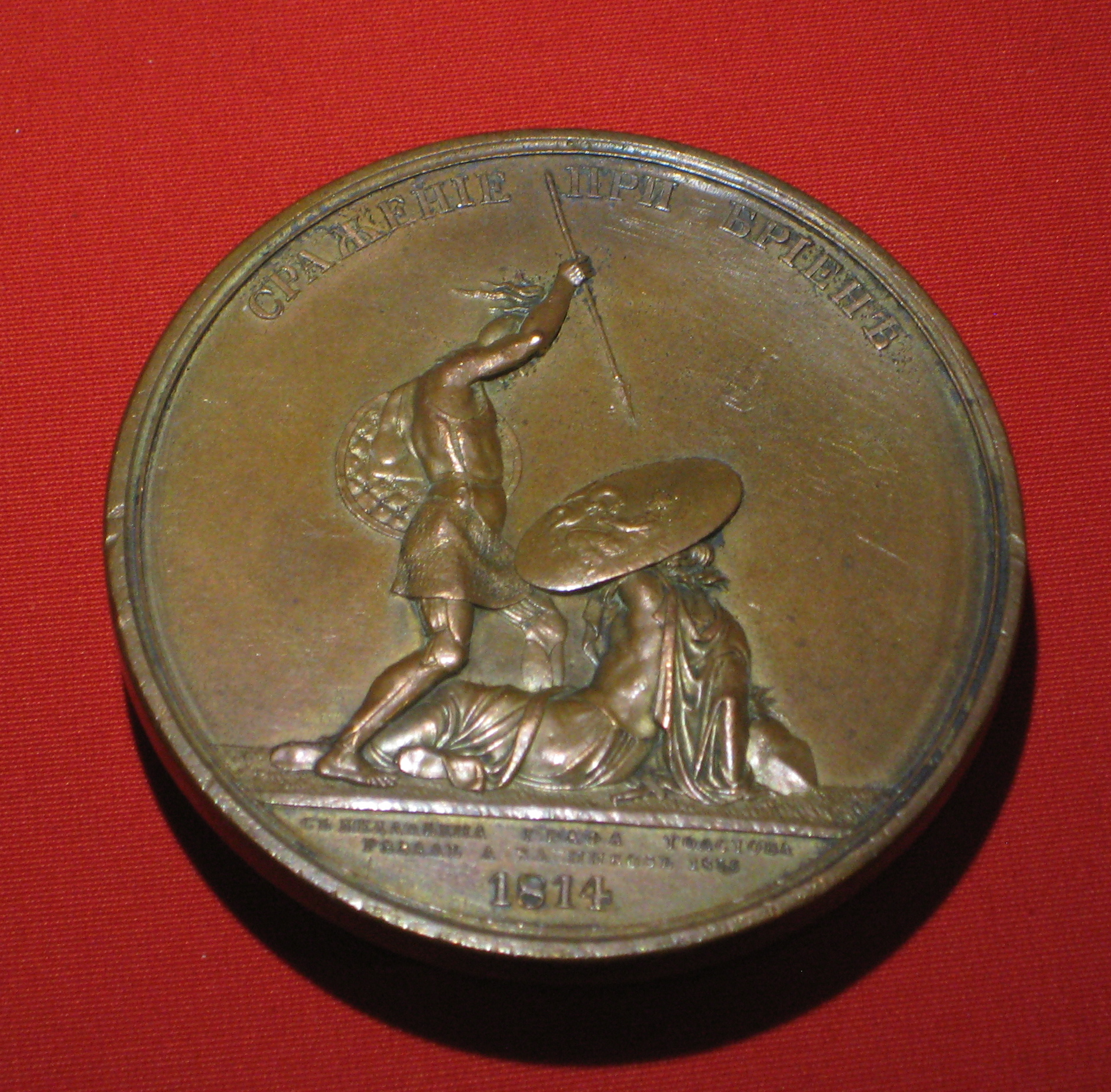
Медаль «Баталія при Брієнні», 1814 р.
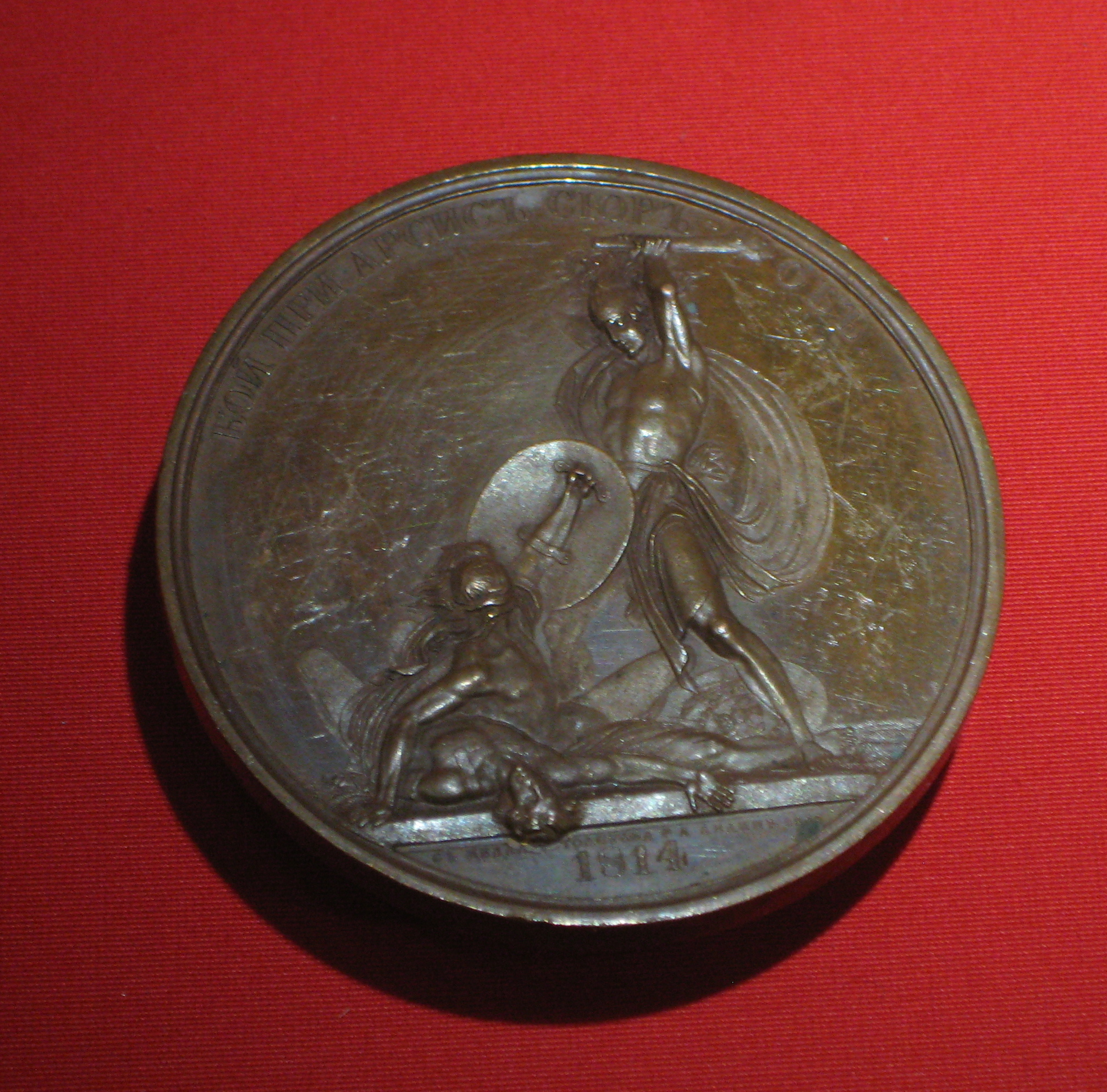
Медаль «Бій при Арсис-Сюр-Об»
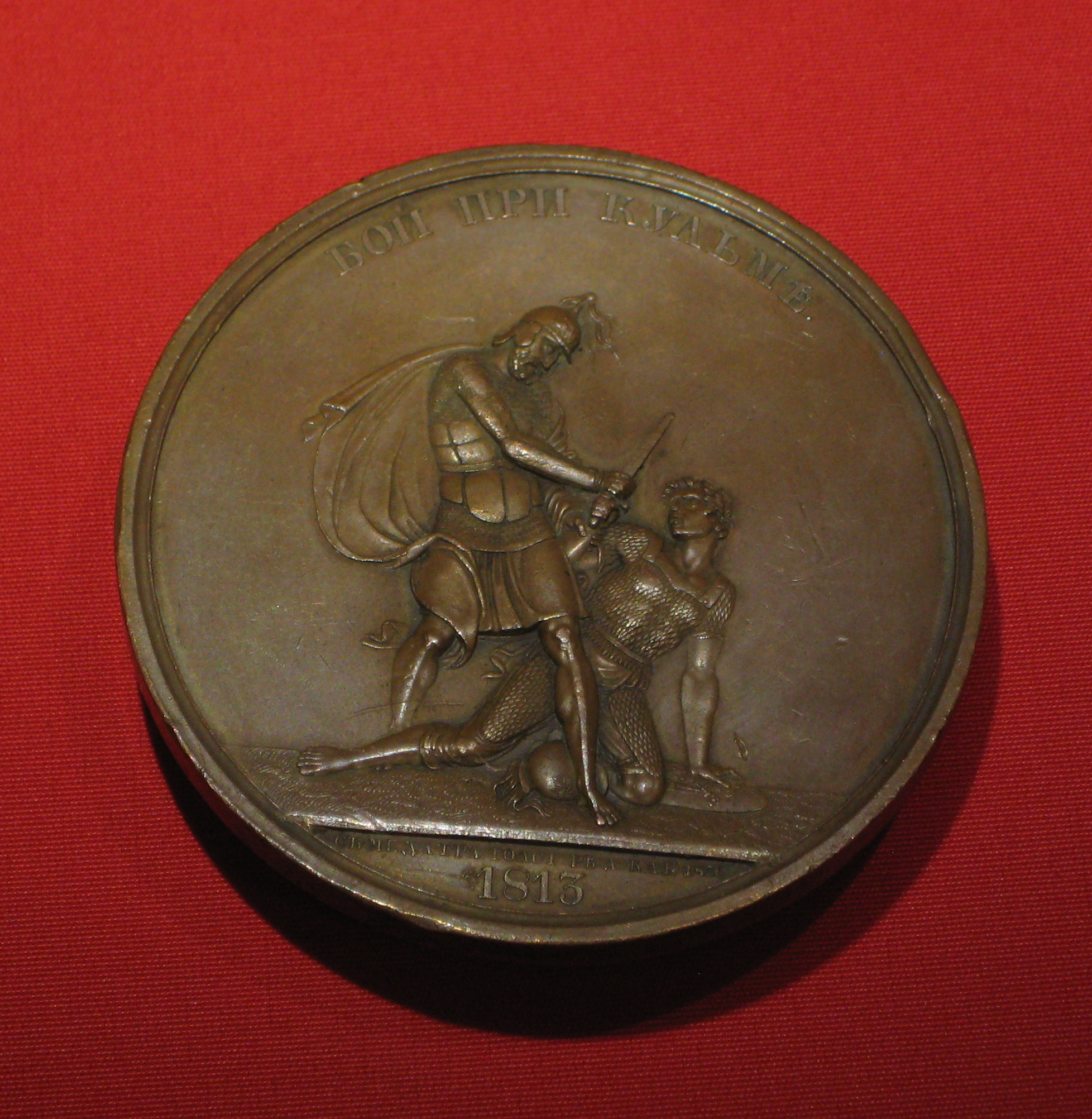
«Баталія при Кульмі», 1813 р.
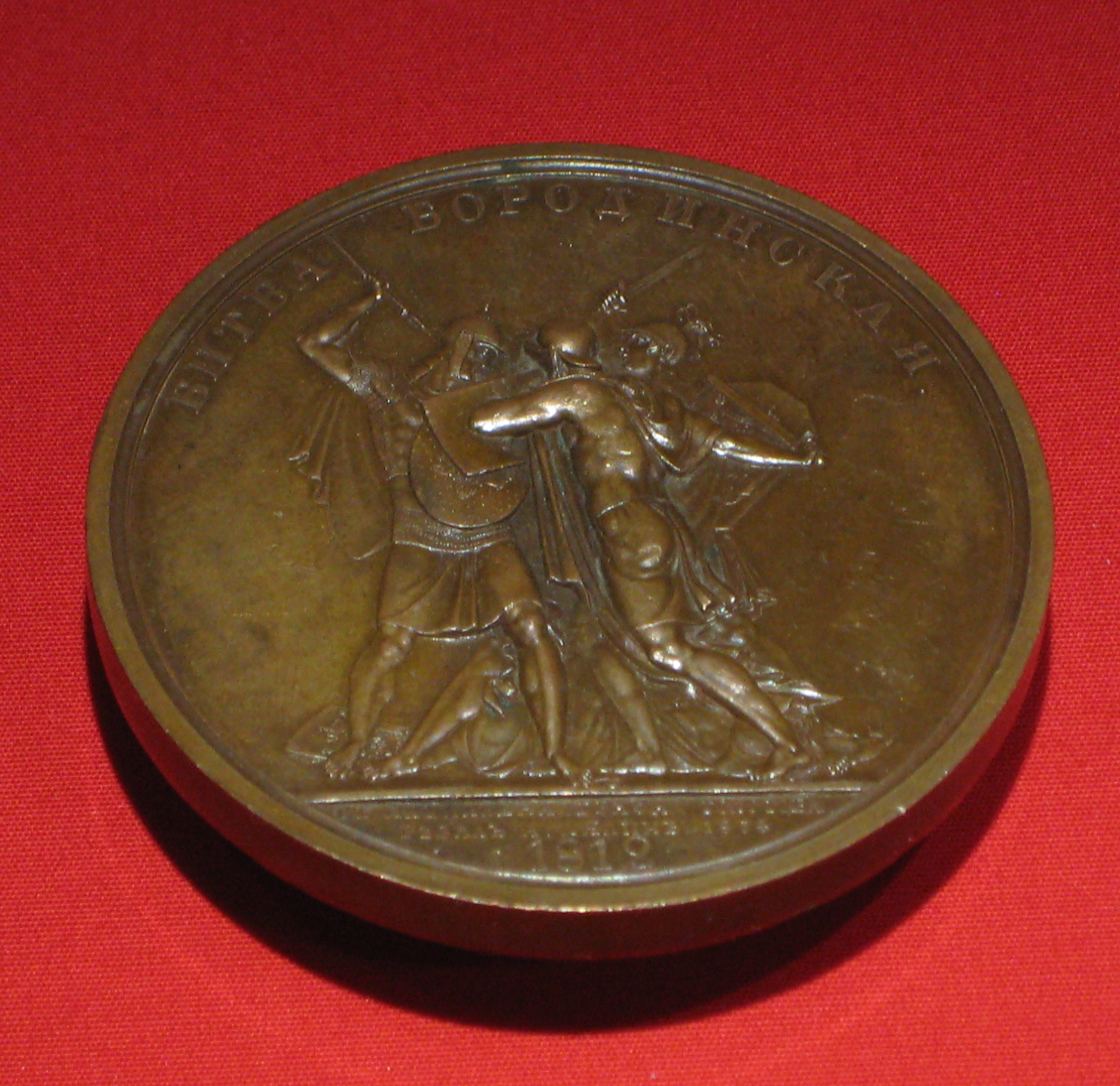
«Баталія при Бородино», 1812 р.
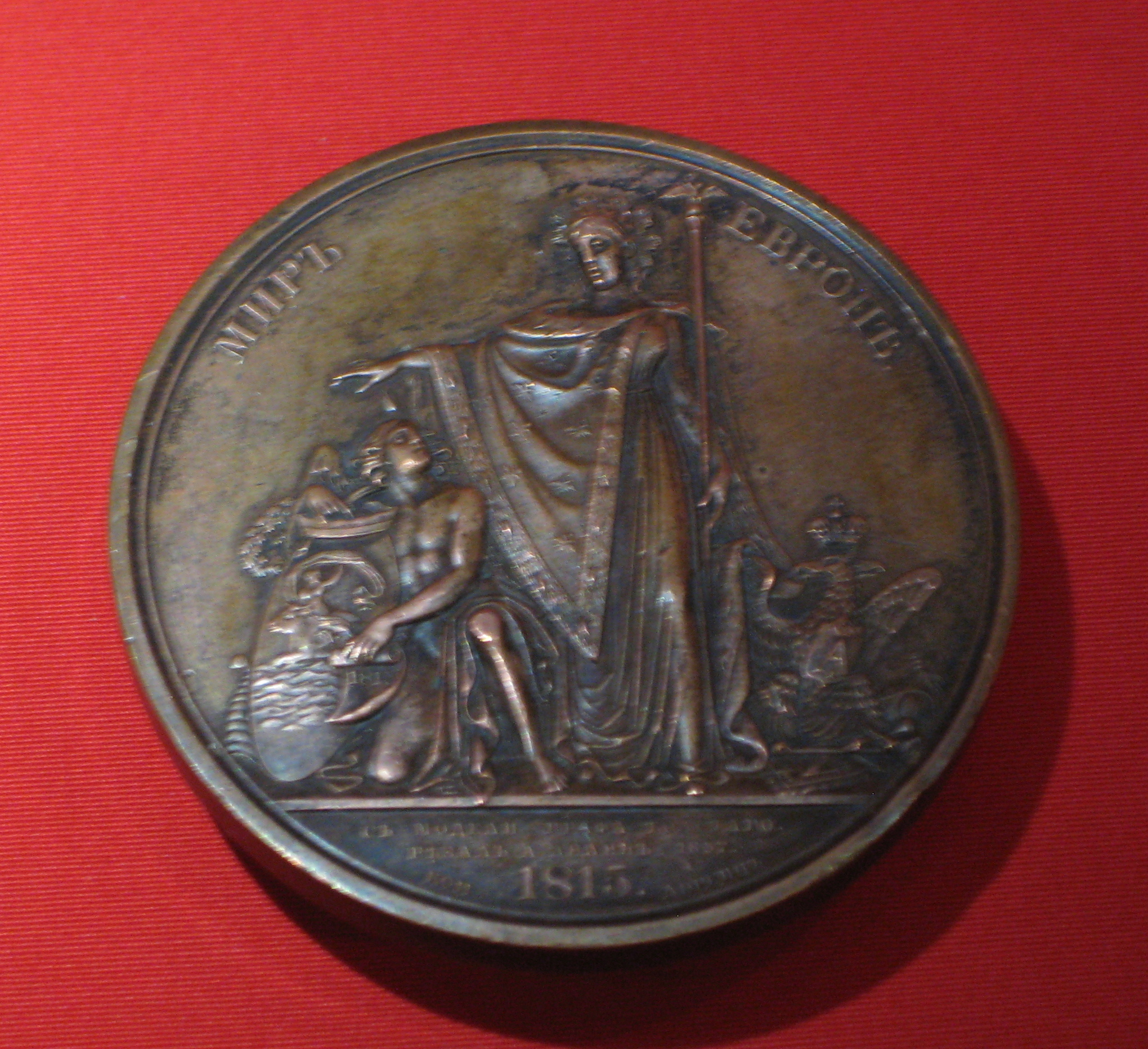
Медаль «Мир Європі», 1815 р.

## У XIX столітті
У XIX столітті тут працювали вище згадані російські медальєри А. А. Клепіков, А. П. Лялін та інші. У XIX столітті монетний двір оприлюднив пам'ятні медалі з зображеннями відомих пам'яток російської столиці (твори П. Брусніцина та А. Губе). Було вироблено і декілька портретних медалей роботи А. Грілихеса-молодшого та В. В. Алексєєва. На Петербурзький монетний двір завезли пантограф, пристрій для створення матриць на сталі. Серед перших, хто опанував працю на пантографі, був медальєр Антон Васютинський (1858—1935), українець за походженням.

## У XX столітті

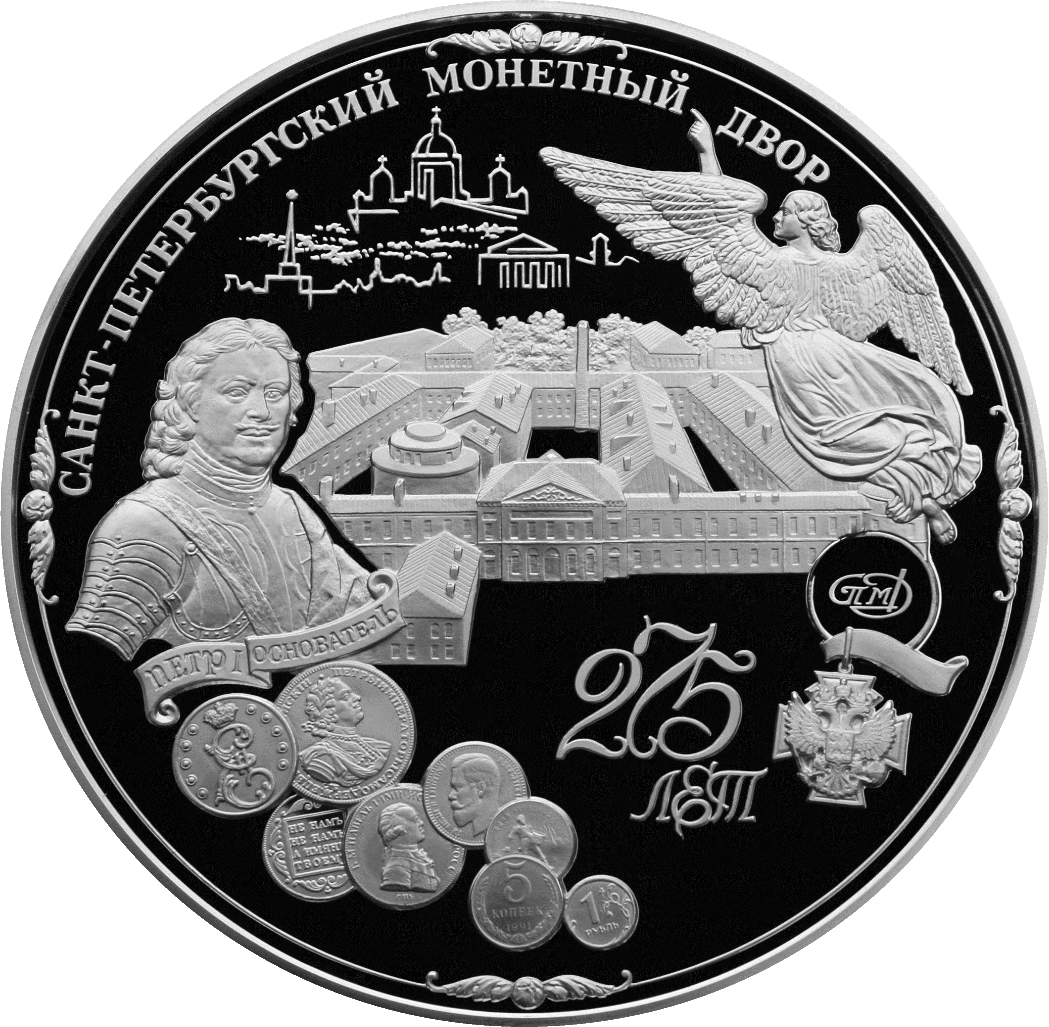
Медаль на 275 Монетного двора, срібло. 1999 р.

З 1922 року Монетний двір в Петрограді почав виробляти монети з радянською символікою.
В червні 1941 року розпочалася війна між СРСР та Німеччиною. В серпні 1941 року верстати монетного двору евакуювали в місто Краснокамськ, де працювала паперова фабрика Держзнака. Туди ж переведено близько сорока працівників. Промислове виробництво не відповідало завданням, що спонукало створення ще і Московського монетного двору. Випуск пам'ятних медалей на рок війни припинили.
Процес відновлення медальєрної продукції йшов поволі і відновився лише з 1960-х років за активного сприяння А. Королюка. Серед тих, хто намагався відродити медальєрне мистецтво в повоєнні роки — Соколов Микола Олександрович.
Санкт-Петербурзький монетний двір — найстаріше підприємство відомого російського об'єднання «Гознак» і залишається головним виробником нагород, медалей та орденів Російської Федерації, пам'ятних монет з коштовних металів, значків тощо. В умовах капіталістичного існування підприємство виконує замовлення як державні, так і приватних фірм і окремих осіб.

## На початку XXI століття
На початку XXI століття головним художником Санкт-Петербурзького монетного двору призначено О. Бакланова. Серед художників-працівників підприємства — жінки і чоловіки: Е. В. Крамска, С. А. Корнилов, А. А. Долгополова, А. Д. Щабликін, Е. И. Новикова та ін.
На виробах двору ставлять літерні позначки — СМ, Л, ЛМД, СПМД, СП, СПМ або СПБ.